# Allegany (Nova Iorque)
Allegany é uma cidade  (e também uma vila com o mesmo nome) localizada no estado americano de Nova Iorque, no Condado de Cattaraugus.

## Demografia
Segundo o censo americano de 2000, a sua população era de 8230 habitantes, e da vila era de 1883 habitantes.

## Localidades na vizinhança
O diagrama seguinte representa as localidades num raio de 16 km ao redor de Allegany. 